# KFC Verbroedering Geel
Der Koninklijke Football Club Verbroedering Geel oder kurz KFC Verbroedering Geel war ein belgischer Fußballverein aus der flämischen Stadt Geel.

## Geschichte
Der KFC Verbroedering Geel wurde 1912 gegründet. Zwölf Jahre später trat der Verein dem belgischen Fußballverband bei und erhielt 1926 die Matrikelnummer 395. Die Société Royale verlieh dem Verein – wie jedem langfristig existierenden Verein – 1960 den Namenszusatz Koninklijke. Im Jahre 1999 fusionierte der Verein mit dem KFC Herentals, behielt jedoch die Matrikelnummer bei und firmierte auch weiterhin unter demselben Namen. Seit dem Bankrott 2008 gilt die Verbroedering Geel-Meerhout als symbolischer, jedoch nicht offizieller Nachfolger des Vereins.
Die Vereinsfarben waren Blau und Weiß. Die Heimspiele wurden im Leunenstadion ausgetragen, das eine Kapazität von 10.000 Zuschauern hat.

## Ligazugehörigkeit und Erfolge
Die Fußballer des Vereins spielten bis Anfang der 1940er Jahre ausschließlich in unteren regionalen Ligen. 1942 stiegen sie erstmals in die zweite Liga auf und verpassten dort auf Platz zwei hinter der KVV Lyra einen erneuten Aufstieg. Nach dem Abstieg aus der zweiten Spielklasse 1950 war der Verein bis 1985 wieder auf regionaler Ebene aktiv. Vierzehn Spielzeiten war der Verein dann in der zweiten Liga und stieg zur Saison 1999/2000 erstmals in die erste Liga auf. In Belgiens höchster Spielklasse war der Verein eine Saison vertreten und stieg mit nur 28 Punkten direkt wieder ab. Danach war der Verein bis 2006 in der zweiten Liga, stieg dann aber in die dritte ab. Von dort gelang der direkte Wiederaufstieg und es folgte nach einer letzten Saison im Profifußball 2008 der Bankrott.

## Trainer
- Paul Put (1998–2000)
- Stéphane Demol (2001–2002)

## Spieler
- Bart Goor (1986–1992), Jugend, (1992–1996) Spieler,
- Filip Daems (1989–1995) Jugend, (1995–1998) Spieler